# Spathidexia niveomarginata
Spathidexia niveomarginata är en tvåvingeart som först beskrevs av Wulp 1890.  Spathidexia niveomarginata ingår i släktet Spathidexia och familjen parasitflugor. Inga underarter finns listade i Catalogue of Life.